# Leola (Dakota del Sur)
Leola es una ciudad ubicada en el condado de McPherson en el estado estadounidense de Dakota del Sur. En el Censo de 2010 tenía una población de 457 habitantes y una densidad poblacional de 245,07 personas por km².

## Geografía
Leola se encuentra ubicada en las coordenadas 45°43′16″N 98°56′19″O / 45.72111, -98.93861. Según la Oficina del Censo de los Estados Unidos, Leola tiene una superficie total de 1.86 km², de la cual 1.85 km² corresponden a tierra firme y (0.69%) 0.01 km² es agua.

## Demografía
Según el censo de 2010, había 457 personas residiendo en Leola. La densidad de población era de 245,07 hab./km². De los 457 habitantes, Leola estaba compuesto por el 96.28% blancos, el 0.22% eran afroamericanos, el 0.22% eran amerindios, el 0.22% eran asiáticos, el 0% eran isleños del Pacífico, el 0% eran de otras razas y el 3.06% pertenecían a dos o más razas. Del total de la población el 1.97% eran hispanos o latinos de cualquier raza.